# Плавна-Дольна
Плавна-Дольна (пол. Pławna Dolna, нім. Schmottseifen) — село в Польщі, у гміні Любомеж Львувецького повіту Нижньосілезького воєводства.
Населення — 414 осіб (2011).
У 1975-1998 роках село належало до Єленьоґурського воєводства.

## Демографія
Демографічна структура станом на 31 березня 2011 року:
|          | Загалом | Допрацездатний вік | Працездатний вік | Постпрацездатний вік |
| -------- | ------- | ------------------ | ---------------- | -------------------- |
| Чоловіки | 203     | 42                 | 143              | 18                   |
| Жінки    | 211     | 40                 | 119              | 52                   |
| Разом    | 414     | 82                 | 262              | 70                   |